# NGC 810
NGC 810 ist eine verschmolzene elliptische Galaxie vom Hubble-Typ E2 pec im Sternbild Widder, welche etwa 346 Millionen Lichtjahre von der Milchstraße entfernt ist. NGC 810 und PGC 3126708 bilden zusammen ein optisches Galaxienpaar.
Sie wurde am 11. Dezember 1871 von dem französischen Astronomen Édouard Jean-Marie Stephan entdeckt.